# I predoni del gran deserto
I predoni del gran deserto è un romanzo breve avventuroso di Emilio Salgari, pubblicato su rivista nel 1896 e in volume nel 1911.
Il testo fa parte di un gruppo di romanzi salgariani che hanno in comune la stessa ambientazione africana, noto appunto come appunto "Avventure africane", non collegati da personaggi o trama.

## Storia editoriale
Il breve romanzo venne pubblicato per la prima volta in cinque puntate dal 29 novembre al 27 dicembre 1896 nelle pagine della rivista Il Novelliere Illustrato di Torino, edita dai fratelli Speirani. La storia - caso singolare per Salgari - costituiva la continuazione del racconto di un altro autore, Vita eccentrica di Vincenzina Ghirardi Fabiani, apparso sulla stessa rivista nel 1895 sotto lo pseudonimo di Fabiola.
Nel 1911, lo stesso anno della morte di Salgari, I predoni del gran deserto venne pubblicato in volume presso la Società Tipografica Editrice Urania di Napoli, con illustrazioni di Renato Ciolfi.
Il romanzo, che appartiene all'ultima fase della carriera dello scrittore veronese, è stato da alcuni considerato di dubbia paternità in quanto sarebbe stato sviluppato (o rimaneggiato) da uno dei figli di Salgari, Omar, sulla base della trama scritta dal padre, sorte comune con numerosi altri romanzi salgariani usciti postumi. Il testo pubblicato nel 1896 è tuttavia pressoché identico a quello pubblicato in volume quindici anni dopo, che era preceduto da un riassunto della storia della Fabiani senza il quale non si potevano capire le vicende dato che il romanzo di Salgari iniziava "in medias res".

## Trama
William Fromster, un ingegnoso e avventuroso statunitense di New York, viaggia per il mondo a bordo del suo pallone aerostatico. Dopo avere affrontato una terribile tempesta, atterra in un'oasi in mezzo al deserto del Sahara. Incontra qui uno scienziato scozzese, John Weddel, impegnato in un progetto per trasformare il deserto in un grande lago. I due vengono raggiunti da una banda di predoni Tuareg, ma Fromster sventa la minaccia e se li fa amici stupendoli con le meraviglie della tecnologia moderna, tra cui, oltre all'aerostato, il fonografo e l'elettricità. Il capo dei predoni gli offre addirittura in sposa la figlia Afza. William, che finisce per innamorarsene, decide di rimanere a vivere tra i Tuareg. Giunge in tempo per le nozze l'amico Ernesto Baldi, avvisato grazie a una lettera spedita via aerostato in Europa. William convince anche Ernesto a venire a vivere nel deserto, lontano dalla vita moderna.

## Critica
(Claudio Gallo, 2004)

### Edizioni
(parziale)
- Emilio Salgari, I predoni del gran deserto, Milano, Fabbri, 2004